# Смолл, Милли
Ми́лли Смолл или просто Ми́лли (англ. Millie Small, полн. имя: Millicent Dolly May Small; 6 октября 1946 — 5 мая 2020) — ямайская певица, наиболее известная по своей версии (1964 года) песни «My Boy Lollipop».

## Биография
Музыкальный сайт AllMusic характеризует певицу как «ямайскую тинейджерку, ошеломившую музыкальный бизнес, достигнув второго места как в США, так и в Великобритании с [песней] «My Boy Lollipop» в 1964 году», а в песне «My Boy Lollipop» отмечает её «детский, чрезвычайно высокий вокал». «My Little Lollipop» была её четвёртой грамзаписью. Записана она была в Лондоне со студийными музыкантами. Песня стала её первым из её немногих международных хитов. Сингл с ней продался в более чем миллионе экземпляров и по сей день остаётся одним из самых продаваемых дисков в жанре регги всех времён.
Кроме того, песня «My Boy Lollipop» в исполнении Милли Смолл входит в составленный Залом славы рок-н-ролла список 500 Songs That Shaped Rock and Roll.
Карьера певицы закончилась в 1970 году, она переехала в Сингапур, а в Лондоне вновь появилась в 1987 году, живя в бедности с дочерью. Милли Смолл умерла 5 мая 2020 года, причиной смерти стал инсульт.

## Дискография
- См. «Millie (singer) § Discography» в английском разделе.